# Skorija
Skorija je piroklastična, zelo vezikularna, temno obarvana vulkanska kamnina, ki nastane z izbruhom iz vulkana kot staljena kepa in ohlajena na zraku, da tvori diskretna zrna, imenovana klasti. Običajno je temne barve (rjava, črna ali škrlatno rdeča) in bazaltne ali andezitne sestave. Skorija ima razmeroma nizko gostoto, saj je prepredena z makroskopskimi elipsoidnimi vezikli (plinskimi mehurčki), vendar ima v nasprotju s plovcem vedno specifično težo večjo od 1 in v vodi potone.
Žlindre lahko nastanejo kot del toka lave, običajno blizu njene površine, ali kot drobni izbruhi (lapili, bloki in bombe), na primer pri strombolskih izbruhih, ki tvorijo strmostranske stožce žlindre, imenovane tudi stožci pepela. Skorijaove luknje ali vezikli nastanejo, ko plini, raztopljeni v prvotni magmi, izstopijo iz raztopine, ko ta izbruhne, in ustvarijo mehurčke v staljeni kamnini, od katerih so nekateri zamrznjeni na mestu, ko se kamnina ohladi in strdi. Večina skorije je sestavljena iz steklenih drobcev in lahko vsebuje fenokristale. Vzorec iz Jemna je bil v glavnem sestavljen iz vulkanskega stekla z nekaj zeolitov (npr. klinoptilolit).
Geološki izraz pepel je sinonim in je zamenljiv s skorija, čeprav je skorija v znanstveni literaturi prednostna. Beseda izvira iz grščine σκωρία - skōria, rja. V prejšnji terminologiji je bila skorija običajno opredeljena z obsegom velikosti, npr. 2 do 24 mm v premeru, vendar niti barva niti sestava običajno nista bili del definicije. V 1980-ih je obseg velikosti izginil iz definicije in dodana je bila zahteva, da mora biti črna ali rdečkasta barva in/ali mafična sestava.

## Primerjave
Skorija se od plovca, druge vezikularne vulkanske kamnine, razlikuje po tem, da ima večje vezikle in debelejše stene veziklov, zato je gostejša. Razlika je verjetno posledica nižje viskoznosti magme, ki omogoča hitro hlapno difuzijo, rast mehurčkov, koalescenco in pokanje.

## Nastanek
Ko naraščajoča magma naleti na nižje pritiske, se lahko raztopljeni plini raztopijo in tvorijo vezikle. Nekateri vezikli so ujeti, ko se magma ohladi in strdi. Vezikli so običajno majhni, sferoidni in se ne dotikajo drug drugega; namesto tega se odpirajo drug v drugega z malo popačenja.
Vulkanski stožci skorije lahko ostanejo po izbruhih in običajno tvorijo gore s kraterjem na vrhu. Primer je Maungarei v Aucklandu na Novi Zelandiji, ki je bil tako kot Te Tatua-a-Riukiuta na jugu istega mesta obsežno izkopan. Quincan, edinstvena sorta skorije, pridobivajo na gori Quincan na skrajnem severu Queenslanda v Avstraliji.

## Uporaba
Skorija se uporablja za različne namene. Običajno se koplje za uporabo kot sipki gradbeni agregat v Evropi, jugozahodnih Združenih državah Amerike in na Japonskem. Druga pomembna uporaba žlindre je v proizvodnji betona in betonskih blokov.
Skorija se zaradi visoke trdnosti in visokih kotov notranjega trenja uporablja tudi pri izdelavi fleksibilnih, dolgotrajnih cestnih podlag. Zaradi dobrih izolacijskih lastnosti takšne cestne podlage ščitijo tla pod njimi pred zmrzaljo in toplotnimi deformacijami. Uporablja se tudi kot pomoč pri oprijemu na cestah, pokritih s ledom in snegom, ter okoli naftnih vrtin za utrjevanje blata, ki nastane zaradi prometa težkih tovornjakov.
Skorija se uporablja v vrtnarstvu. Ker lahko zadržuje vodo v svojih mehurčkih in v prostoru por med zrni v agregatih, lahko izboljša sposobnost zadrževanja vode tal za sajenje. Ko je razvrščen po določenih velikostih in tesno zapakiran, je tudi učinkovita ovira pred škodljivci, ki kopajo tunele, kot so termiti. Zaradi svojih presenetljivih barv in lastnosti zadrževanja vode je lahko privlačna za urejanje okolice in drenažna dela.
Skorija se lahko uporablja za visokotemperaturno izolacijo, na primer pri plinskih žarih za žar.
Stari Rimljani so kot gradbeni agregat uporabljali skorijo, kar je bila ena najzgodnejših industrijskih uporab vulkanskih kamnin. Na Rapa Nui/Velikonočnem otoku je bil kamnolom Puna Pau vir rdečkaste skorije, ki se je uporabljal za izrezovanje pukao (vršnih pokrival) za slavne kipe moaijev in celo za glavna telesa nekaterih moaijev.